# Antonio Di Benedetto
Pour les articles homonymes, voir Benedetto.
 (mai 2016).
Si vous disposez d'ouvrages ou d'articles de référence ou si vous connaissez des sites web de qualité traitant du thème abordé ici, merci de compléter l'article en donnant les références utiles à sa vérifiabilité et en les liant à la section « Notes et références ».
Œuvres principales
Zama (1956)
Le silenciaire (1964)
Les suicidés (1969)
Antonio Di Benedetto est un écrivain et journaliste argentin, né le 2 novembre 1922 à Mendoza, non loin de la frontière avec le Chili, et mort le 10 octobre 1986 à Buenos Aires.

## Biographie
Issu d'une famille d'origine italienne liée à la viticulture, il perd son père lorsqu'il a 10 ans. Au début des années 1940, il commence des études de droit aux universités de Córdoba et Tucumán, mais décide de se tourner vers le journalisme, notamment culturel. Il réalise sa carrière journalistique dans sa Mendoza natale, où il travaille pour le quotidien local Diario Los Andes - dont il est nommé sous-directeur en 1967 - et le national La Prensa, pour lequel il couvre par exemple les festivals de cinéma européens.
Il publie en 1953 le premier de ses recueils de nouvelles : Mundo animal. Suivront quatre romans : El pentágono en 1955, Zama (son chef-d’œuvre) en 1956, Le Silenciaire (El silenciero) en 1964, Les Suicidés (Los suicidas) en 1969. Sans atteindre la célébrité d'autres auteurs sud-américains contemporains, son talent est reconnu et honoré : il reçoit plusieurs prix littéraires, Borges l'invite à donner une conférence à la Bibliothèque nationale en 1958. Il est également nommé chevalier de l'Ordre du Mérite de la République italienne en 1969 et reçoit la bourse Guggenheim en 1974.
Malgré la situation nationale qui devient critique durant les années 1970, et qui mènera à la dictature militaire en Argentine (1976-1983), le journaliste refuse de s'autocensurer : il n'hésite pas à évoquer des détentions arbitraires ou les crimes de l'Alliance anticommuniste argentine. Cela lui vaudra probablement – sans qu'un motif précis lui soit signifié – d'être persécuté sous la dictature de Videla : arrêté dès mars 1976, il est emprisonné et torturé, à Mendoza, puis La Plata, pendant un an et demi. L'intervention de personnalités telles que Ernesto Sabato, Victoria Ocampo et le Nobel Heinrich Böll permettent sa libération en septembre 1977. Il s'exile un temps aux États-Unis, puis en France, avant de s'installer à Madrid où il réside six ans.
En 1984, la dictature terminée, Benedetto reçoit un prestigieux Konex de Platine et est nommé membre de l'Academia Argentina de Letras. Il rentre définitivement en Argentine l'année suivante et s'installe avec sa dernière épouse Graciela Lucero à Buenos Aires, où il obtient un emploi modeste à la Maison de la Province de Mendoza. Il publie un cinquième et dernier roman, Sombras, nada más, et meurt l'année suivante d'une hémorragie cérébrale, à 63 ans.

## Œuvre

### Romans

#### Trilogie de l'attente
- Zama (1956) Publié en français sous le titre Zama, traduit par Laure Guille-Bataillon, Paris, Denoël, coll. « Les Lettres nouvelles », 1976, 239 p. ; réédition, Paris, José Corti, coll. « Ibériques », 2011, 303 p.  (ISBN 978-2-7143-1055-2)
- El silenciero (1964) Publié en français sous le titre Le Silenciaire, traduit par Bernard Tissier, Paris, José Corti, coll. « Ibériques », 2009, 191 p.  (ISBN 978-2-7143-1016-3)
- Los suicidas (1969) Publié en français sous le titre Les Suicidés, traduit par Bernard Tissier, Paris, José Corti, coll. « Ibériques », 2011, 193 p.  (ISBN 978-2-7143-1054-5)

Les trois plus célèbres romans d'Antonio Di Benedetto sont réunis par la critique sous l'intitulé de Trilogie de l'attente (Trilogía de la espera).

#### Autres romans
- El pentágono (1955), réédité sous le titre Anabella en 1974
- Sombras, nada más (1985)
- Trilogía de la espera (2011). Contiene Zama, El silenciero y Los suicidas.

### Recueils de contes et nouvelles
- Mundo animal (1953), recueil incluant quinze titres : Mariposas de Koch, Amigo enemigo, Nido en los huesos, Es superable, Reducido, Trueques con muerte, Hombre-perro, En rojo de culpa, Las poderosas improbabilidades, Volamos, Sospechas de perfección, Algo del misterio, Bizcocho para polillas, La comida de los cerdos y Salvada pureza
- Grot (1957), réédité sous le titre Cuentos claros en 1969
- Declinación y ángel (1958), illustrations par Enrique Sobisch
- El cariño de los tontos (1961, recueil incluant quinze titres : Caballo en el salitral, El puma blanco y El cariño de los tontos
- Two stories (1965)
- El juicio de Dios (1975), anthologie
- Absurdos (1978)
- Caballo en el salitral (1981), anthologie
- Cuentos del exilio (1983)

## Adaptation au cinéma
- 2017 : Zama, film argentin réalisé par Lucrecia Martel, avec Daniel Giménez Cacho dans le rôle-titre (sortie France : 2018)